# Glyptothorax dorsalis
Glyptothorax dorsalis es una especie de peces de la familia Sisoridae en el orden de los Siluriformes.

## Morfología
• Los machos pueden llegar alcanzar los 12 cm de longitud total.

## Distribución geográfica
Se encuentra en la India y Birmania, incluyendo la cuenca del río Salween.